# Pachycaul

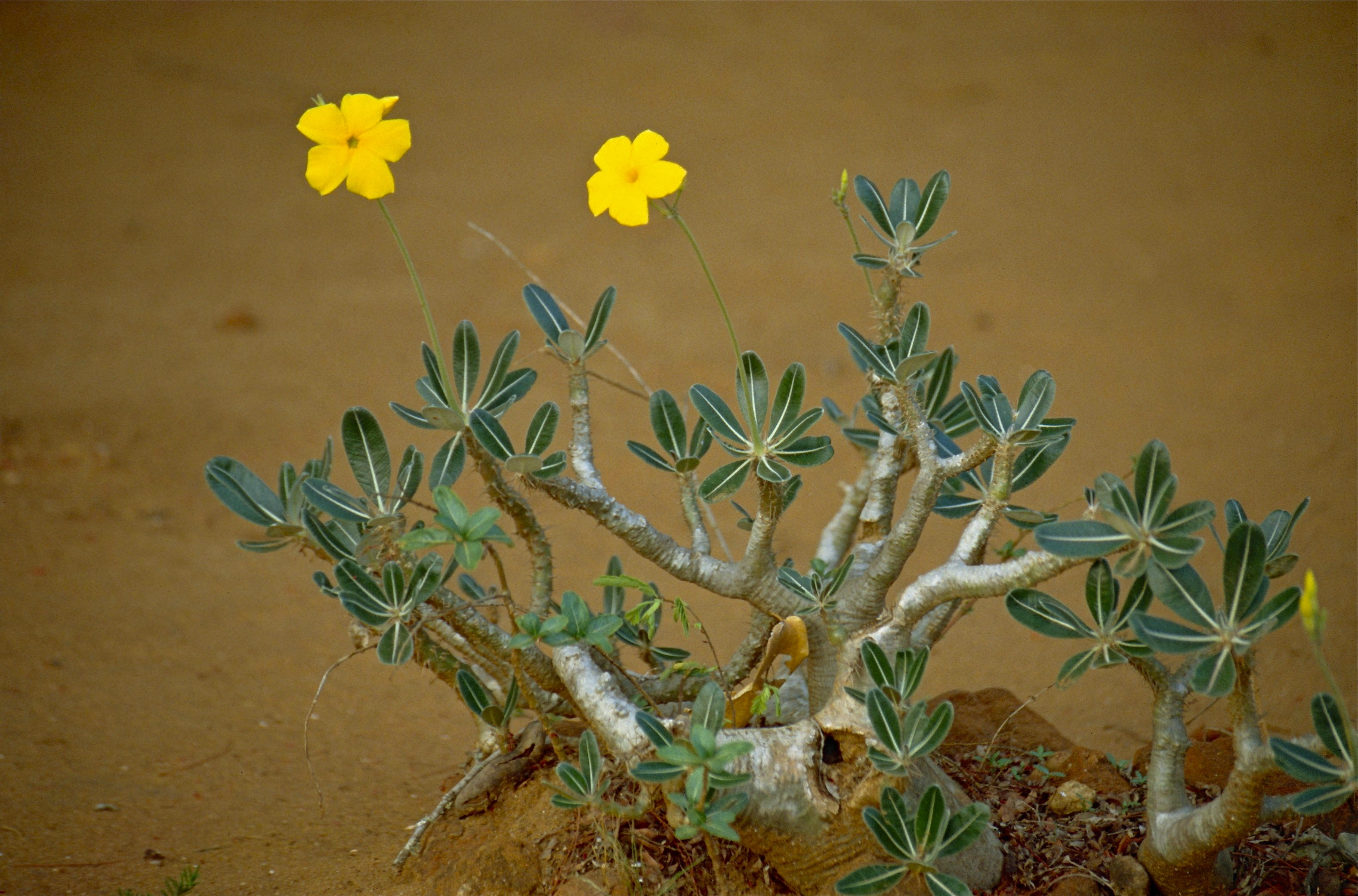
Thân pachycaul dạng chai ở loài Pachypodium sp.

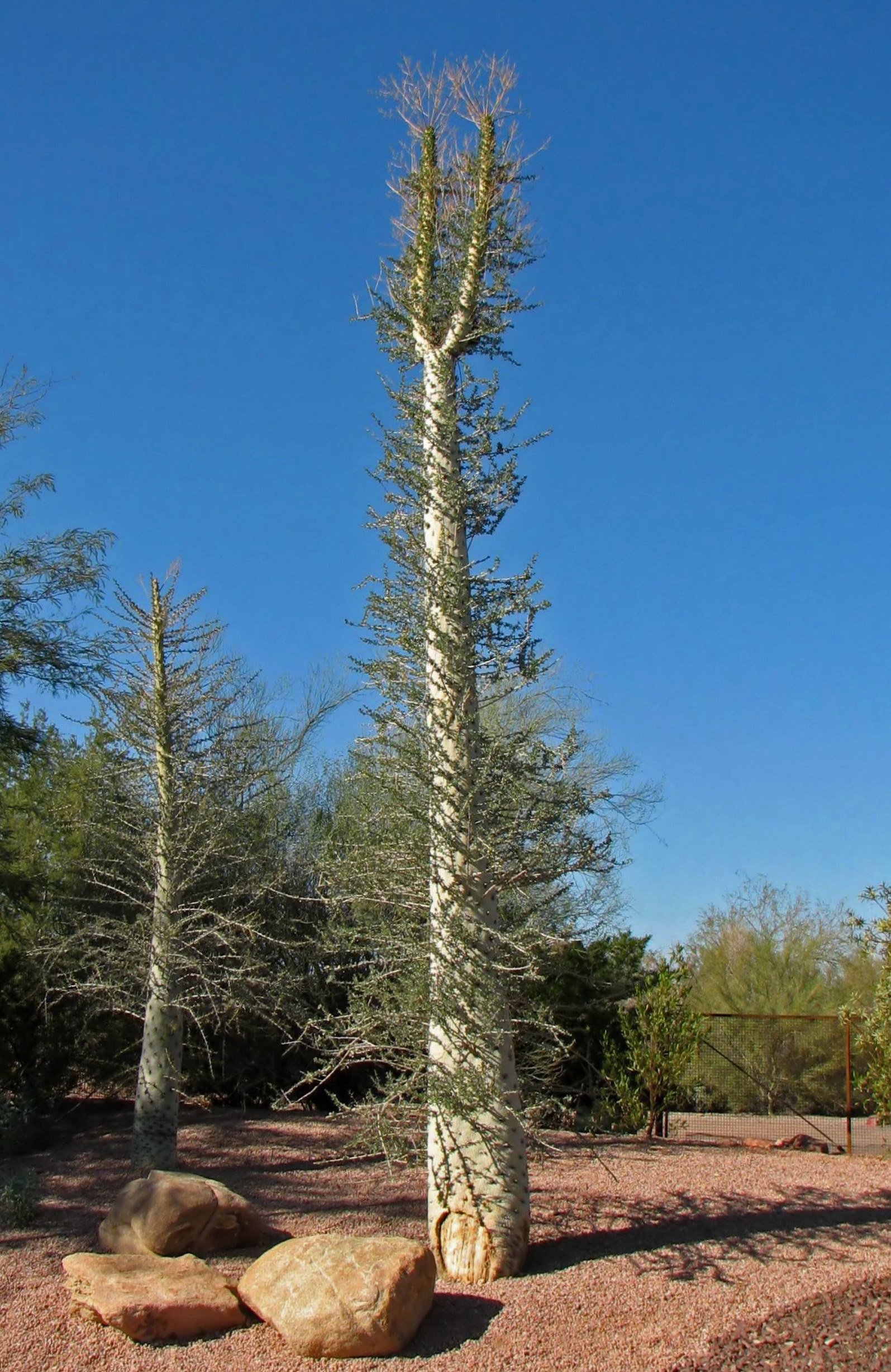
Thân dạng pachycaul ở loài Fouquieria columnaris

Pachycaul là một kiểu thân biến dạng loại caudex. Thân cây dạng pachycaul là kiểu thân phình to, dày, không cân đối so với chiều cao của chúng và có rất ít nhánh, đôi khi có hình chai. Từ này có nguồn gốc từ tiếng Hy Lạp παχύς (tiếng Anh: pachy-, có nghĩa là "dày" hoặc "mập mạp") và tiếng Latinh καυλός (tiếng Anh: -caulis, có nghĩa là "thân cây").

## Phân loại
Trong tiếng Anh, có nhiều thuật ngữ mô tả pachycaul chi tiết hơnː những cây có cành mỏng, chẳng hạn như chi Sồi (Quercus), chi Phong (Acer) và chi Bạch đàn (Eucalyptus) có kiểu thân được gọi là eptocauls; những loài có cành dày vừa phải, chẳng hạn như chi Đại Plumeria được gọi là mesocauls. 
Với một số loài có pachycaul nhất định, đặc biệt là các loài thực vật mọng nước, thân của chúng thường được gọi là "caudiciformes", ám chỉ sự phát triển thân thành nơi dự trữ nước trong thời kỳ hạn hán. Tuy nhiên theo một số cách phân loại khác thì pachycauls và caudiciformes là 2 nhóm riêng biệt trong kiểu thân caudex.